# Principado episcopal de Bamberg
El principado episcopal de Bamberg fue fundado en 1007 para proseguir con la propagación del cristianismo en Alemania. El estado eclesiástico fue un miembro del Sacro Imperio Romano Germánico desde sobre 1245 hasta que fue subsumido en el Electorado de Baviera en 1802.

## Estado

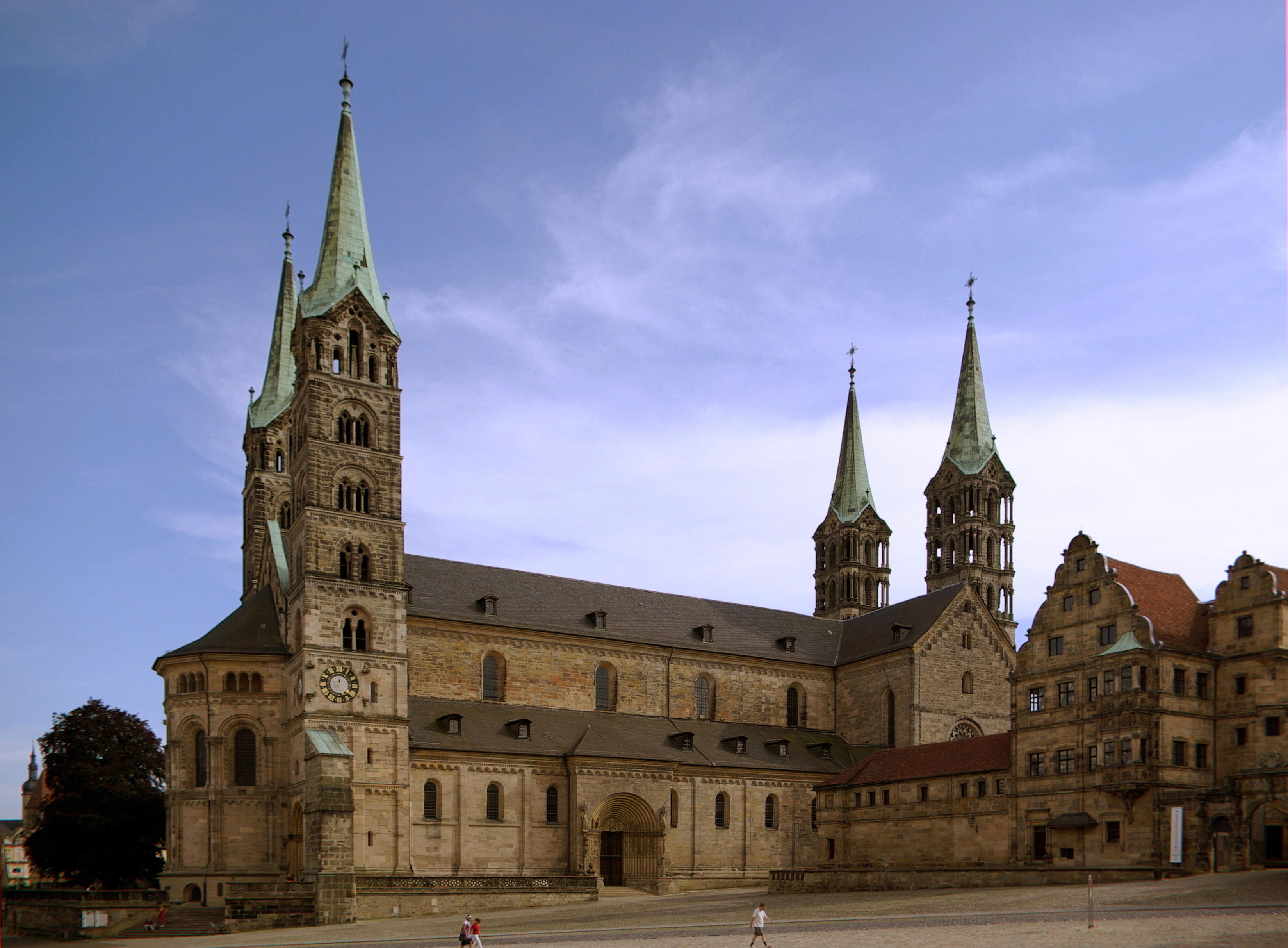
Catedral de Bamberg.

Los obispos de Bamberg recibieron el título de príncipes del emperador Federico II de Hohenstaufen antes de su deposición por el papa Inocencio IV en 1254, por lo que la diócesis se convirtió en un Estado Imperial. Durante el siglo XVIII, fue sostenida a menudo en conjunción con el vecino obispado de Wurzburgo. Bamberg estaba bordeado, entre otros, por Wurzburgo al oeste, por el margraviato de Brandeburgo-Ansbach y la ciudad libre de Núremberg al sur, por el margraviato de Brandeburgo-Bayreuth al este, y por el ducado de Sajonia-Coburgo al norte.
La diócesis también gobernó sobre grandes posesiones dentro del ducado de Carintia, incluyendo las ciudades de importancia estratégica de Villach, Feldkirchen, Wolfsberg y Tarvisio en la carretera transalpina a Venecia, así como Kirchdorf an der Krems en el archiducado de Austria. La emperatriz María Teresa de Habsburgo adquirió estos territorios en 1759. Cuando el Reichsdeputationshauptschluss de 1802 convirtió a Bamberg en parte del Electorado de Baviera, el obispado tenía una superficie de 3580 km² y una población de 207.000 habitantes.

## Historia
Desde el 1 de noviembre de 1007 en adelante, un sínodo tuvo lugar en la ciudad de Fráncfort del Meno. Ocho arzobispos y veintisiete obispos estuvieron presentes, encabezados por el Arzobispo Willigis de Maguncia, así como el Rey de Romanos Enrique II el Santo. El rey intentó crear una nueva diócesis que ayudaría a la exterminación final del paganismo en el área en torno a Bamberg. Pero el territorio del los Wendos en el alto Meno, el Wiesent y el Aisch habían pertenecido a la Diócesis de Wurzburgo desde la organización de los obispados de Alemania Central por san Bonifacio; por lo tanto, ninguna nueva diócesis podría erigirse sin el consentimiento del ocupante de esa sede. El obispo Enrique I de Wurzburgo no puso objeciones a la partición de parte de su territorio, especialmente ante la promesa del rey de que Wurzburgo sería elevado a arzobispado y se le otorgaría un territorio equivalente en Meiningen. Se obtuvo el consentimiento del papa Juan XVII para este cometido, pero la elevación de Wurzburgo a un arzobispado resultó ser impracticable también debido a las reservas de Willigis, y el obispo Enrique I retiró en un primer momento su consentimiento.

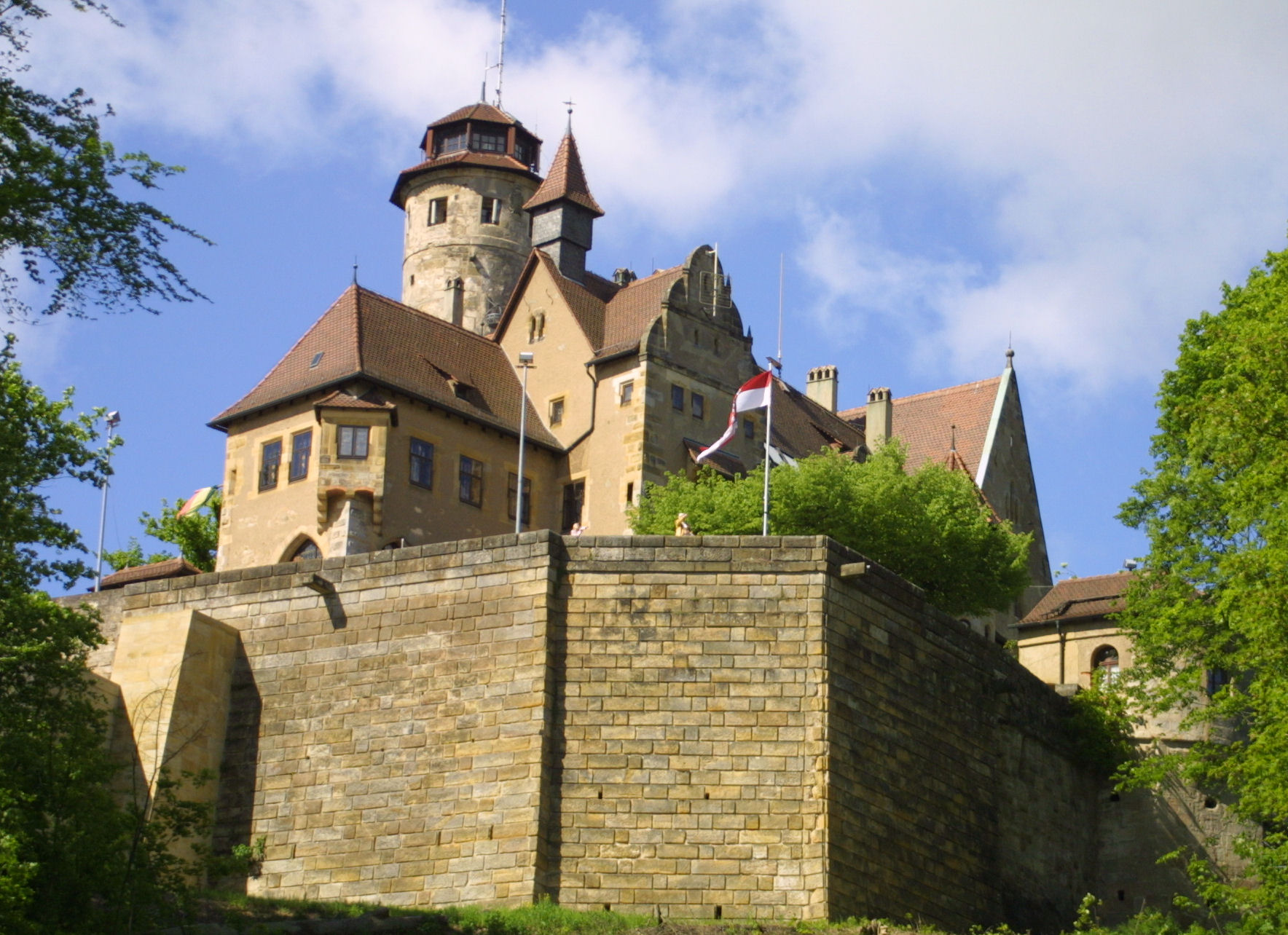
Castillo de Altenburgo, residencia del príncipe-obispo de Bamberg desde 1305 hasta 1553.

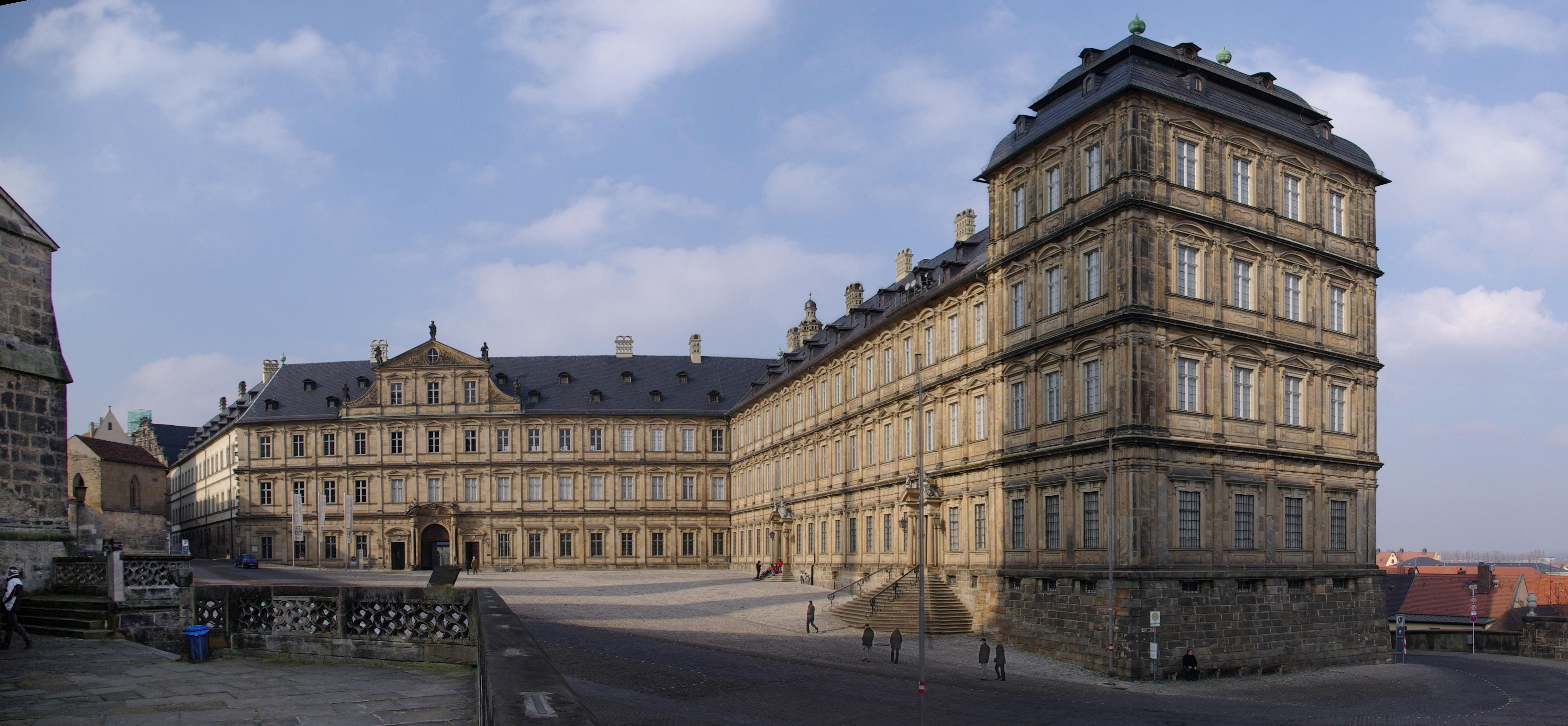
Nueva Residencia del príncipe-obispo de Bamberg a partir de 1608.

Sin embargo, después de varias concesiones más, el rey Enrique II obtuvo el consentimiento para la fundación de la diócesis de Bamberg de partes de la diócesis de Wurzburgo y —más tarde— de la diócesis de Eichstätt. Bamberg fue subordinada directamente a Roma. También se decidió que Eberhard, el canciller del rey, sería ordenado por el arzobispo Willigis de Maguncia para ser la cabeza de la diócesis en la nueva región fronteriza. La nueva diócesis recibió costosos regalos con el propósito de situarla con sólidos fundamentos. 
Enrique quería que el rigor monacal y la estudiosidad vigentes en el cabildo catedralicio de Hildesheim —el propio Enrique había estudiado ahí— estuviera ligado con todas las iglesias bajo su control, incluida su diócesis favorita de Bamberg. Los siguientes siete obispos fueron nombrados por los emperadores, y después la norma fue la libre elección canónica. El sucesor inmediato de Eberhard, Suidger de Morsleben, se convirtió en papa en 1046, con el nombre de Clemente II. Fue el único papa en ser enterrado al norte de los Alpes, en la catedral de Bamberg. En el siglo XIII, la diócesis se transformó gradualmente en un principado territorial, y sus obispos tomaron secular precedencia inmediatamente detrás de los arzobispos; el obispo Enrique I de Bilversheim (1242-1257) se convirtió en su primer príncipe-obispo.
El cuadragésimo obispo, Jorge III de Limburgo (1505-1522), se inclinó hacia la Reforma, lo que causó un violento estallido social bajo su sucesor Weigand (1522-1556), y la ciudad sufrió severamente en la Segunda Guerra de los Margraves (1552-1554). En 1610 se implanta la Contrarreforma católica y se instala la Compañía de Jesús. En 1631 fue invadido por las tropas protestantes y suecas durante la guerra de los Treinta Años, siendo colocado bajo la jurisdicción de Bernardo, el nuevo duque de Franconia. Tras la derrota sueca en Nordlingen, los católicos recuperaron el obispado a finales de 1634, situación ratificada en la Paz de Westfalia (1648). Estos territorios fueron invadidos por los ejércitos revolucionarios franceses, y en 1802 anexados a Baviera en compensación por las pérdidas en Renania. Desde 1808 hasta 1817, el obispado estuvo vacante; por el Concordato Bávaro del año siguiente Bamberg fue convertido en arzobispado, con Wurzburgo, Espira y Eichstädt como sedes sufragáneas.